# Julius Caesar Superstar
Julius Caesar Superstar ist eine US-amerikanische Filmkomödie aus dem Jahr 1994 mit Anthony Michael Hall. In Nebenrollen sind Samuel L. Jackson und Robert Downey Jr. zu sehen.

## Handlung
Julius Caesar McMurty arbeitet in einer Fabrik, in der Radiergummis produziert werden. Er träumt von einer Karriere als Rockmusiker. McMurty verliebt sich in die Tochter des Fabrikbesitzers, Buffer Bidwell, der er näher kommt.
Die Beziehung erzeugt beim Vater von Buffer Missfallen. Er wettet mit McMurty: Dieser darf die Beziehung nur dann fortsetzen, wenn er in sechs Monaten 100.000 Dollar verdient.
McMurty gründet die Rockband „Hail Caesar“, die erfolgreich wird. Er stellt auch fest, dass Buffers Vater in Waffengeschäfte verwickelt ist.

## Kritiken
VideoWoche schrieb, die Komödie beruhe auf der Novelle Mark Twains „Die kapitolinische Venus“. Einige Teile der Handlung würden „hergeholt“ wirken. Die Zeitschrift lobte die auftretenden „Stars“.
Das Lexikon des internationalen Films meinte: „Schwache Komödie von und mit eher lustlos agierenden Schauspielern, die in den 80er Jahren als „brat pack“ eine Teenager-Schauspielkarriere erreicht hatten.“